# Stemmegaffel
En stemmegaffel er en U-formet akustisk resonator, som benyttes til kalibrering af musikinstrumenter og akustisk udstyr til en bestemt musikalsk tone, f.eks. kammertonen. Den internationale standard for kammertonen (tonen A før nøglehuls-C) er fastfast til 440 Hz, men i Danmark benyttes også 442 Hz, bl.a. af DR SymfoniOrkestret.
Instrumentet giver mindelser om en gaffel med to tænder, deraf navnet.